# Usteria
Usteria is een geslacht uit de familie Loganiaceae. Het geslacht telt slechts een soort die voorkomt in tropisch Afrika.

## Soorten
- Usteria guineensis Willd.